# Leichtathletik-Weltmeisterschaften 1997/10 km Gehen der Frauen
Das 10-km-Gehen der Frauen bei den Leichtathletik-Weltmeisterschaften 1997 wurde am 7. August 1997 in den Straßen der griechischen Hauptstadt Athen ausgetragen.
Die Disziplin stand in dieser Form zum letzten Mal auf dem Programm von Leichtathletik-Weltmeisterschaften. Von 1999 an wurde die Streckenlänge auf die auch bei den Männern übliche Distanz von zwanzig Kilometern angehoben.
In diesem Wettbewerb errangen die belarussischen Geherinnen mit Silber und Bronze zwei Medaillen. Weltmeisterin wurde die Italienerin Annarita Sidoti, die zuvor als Siegerin 1990 und Zweite 1994 vor allem bei Europameisterschaften erfolgreich abgeschnitten hatte. Silber ging an die Vizeeuropameisterin von 1990 Wolha Kardapolzawa. Waljanzina Zybulskaja errang die Bronzemedaille.

## Bestehende Rekorde / Bestleistungen

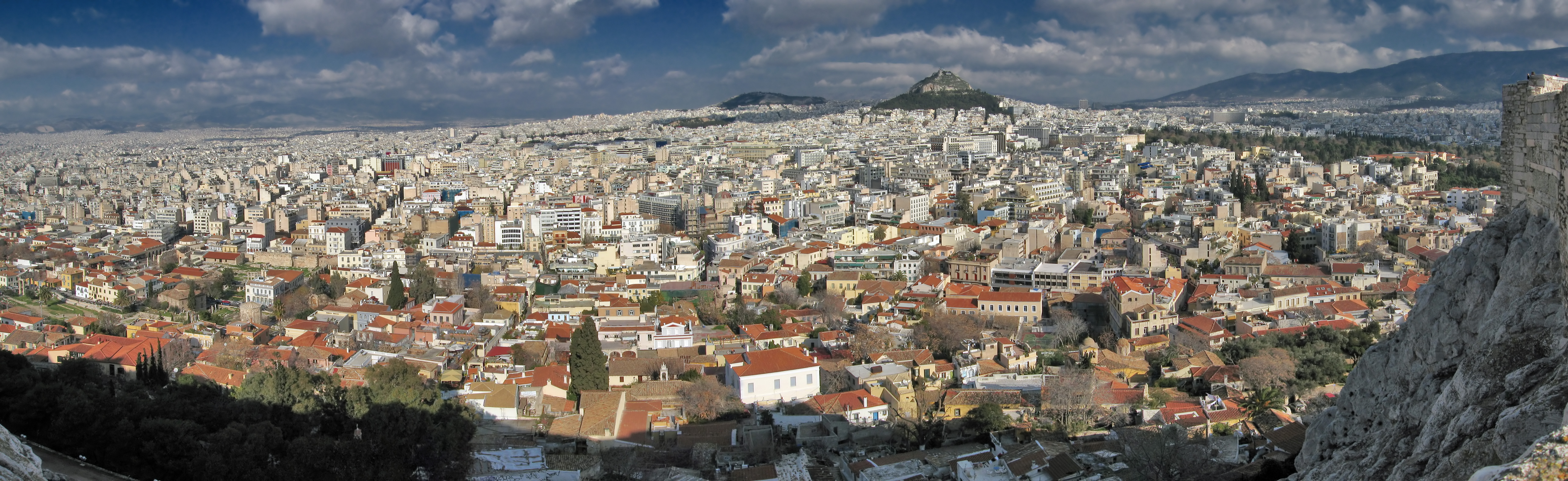
Blick von der Akropolis auf Athen im Jahr 2008

| Weltbestzeit             | 41:04 min | Jelena Nikolajewa | Sotschi, Russland             | 20. April 1996 |
| Weltmeisterschaftsrekord | 42:13 min | Irina Stankina    | WM 1995 in Göteborg, Schweden | 7. August 1995 |

Anmerkung:
Rekorde wurden damals im Marathonlauf und Straßengehen wegen der unterschiedlichen Streckenbeschaffenheiten mit Ausnahme von Meisterschaftsrekorden nicht geführt.
Der bestehende WM-Rekord wurde bei diesen Weltmeisterschaften nicht eingestellt und nicht verbessert.

## Doping
Der Gehwettbewerb war von einem Dopingfall überschattet.
Die Russin Olimpiada Iwanowa, zunächst Silbermedaillengewinnerin, wurde positiv auf Doping mit Steroiden überführt und disqualifiziert.
Leidtragende war vor allem die Belarussin Waljanzina Zybulskaja, die ihre Bronzemedaille erst verspätet erhielt und nicht an der Siegerehrung hatte teilnehmen können.

## Durchführung
Hier gab es keine Vorrunde, alle zwanzig Geherinnen traten gemeinsam zum Finale an.

## Ergebnis

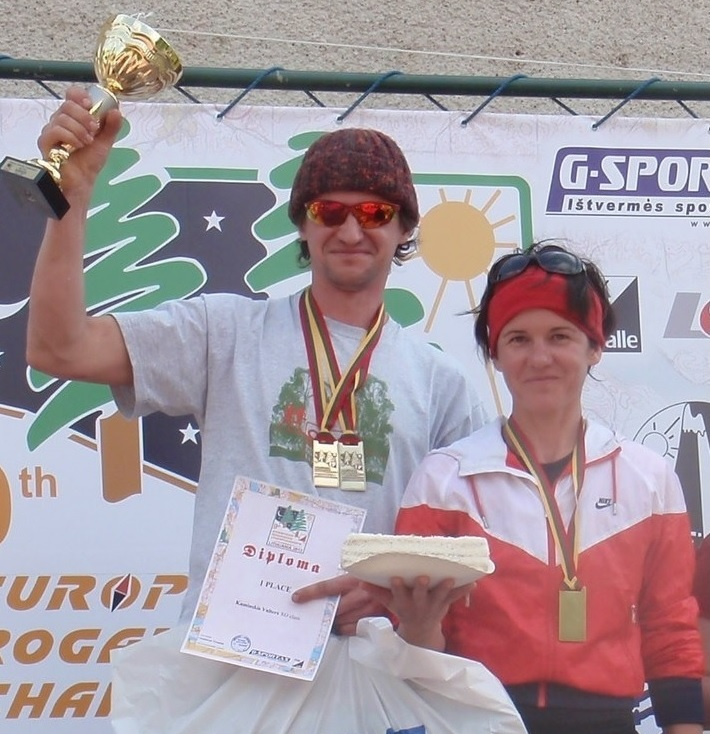
Anita Liepina (rechts) belegte Rang acht

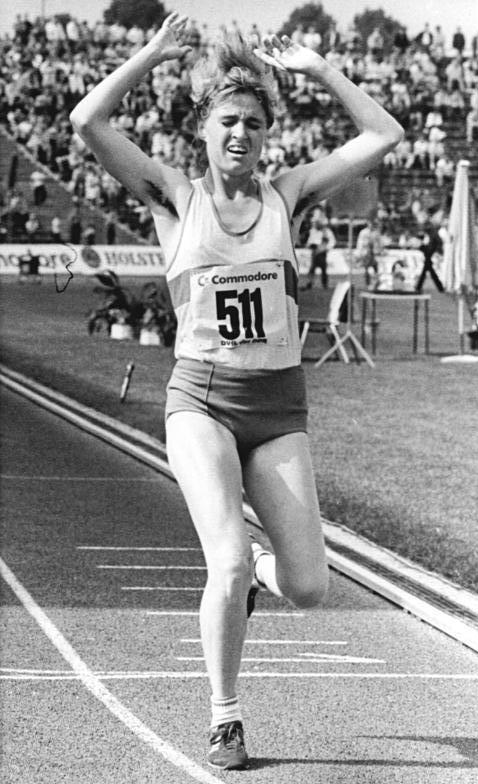
Beate Gummelt gab den Wettkampf vorzeitig auf

7. August 1997, 18:00 Uhr
| Platz | Name                  | Nation              | Zeit (min)  |
| ----- | --------------------- | ------------------- | ----------- |
| 1     | Annarita Sidoti       | Italien             | 42:55,49 WL |
| 2     | Wolha Kardapolzawa    | Belarus             | 43:30,20    |
| 3     | Waljanzina Zybulskaja | Belarus             | 43:49,24    |
| 4     | Liu Hongyu            | Volksrepublik China | 43:56,86    |
| 5     | Erica Alfridi         | Italien             | 43:59,73    |
| 6     | Anikó Szebenszky      | Ungarn              | 44:14,94    |
| 7     | Gu Yan                | Volksrepublik China | 44:24,17    |
| 8     | Anita Liepina         | Lettland            | 45:00,56    |
| 9     | Jelena Nikolajewa     | Russland            | 45:01,90    |
| 10    | Elisabetta Perrone    | Italien             | 45:16,64    |
| 11    | Mária Urbanikné-Rosza | Ungarn              | 45:36,57    |
| 12    | Wang Yan              | Volksrepublik China | 46:21,69    |
| 13    | Swetlana Tolstaja     | Kasachstan          | 47:09,51    |
| 14    | Yuka Mitsumori        | Japan               | 47:24,22    |
| DNF   | Laryssa Chmjalnizkaja | Belarus             |             |
| DNF   | Beate Gummelt         | Deutschland         |             |
| DSQ   | Olga Panfyorova       | Russland            |             |
| DSQ   | Irina Stankina        | Russland            |             |
| DSQ   | Maya Sazonova         | Kasachstan          |             |
| DOP   | Olimpiada Iwanowa     | Russland            |             |

## Video
- ATLETICA MONDIALI ATENE 1997 10KM MARCIA DONNE ORO ANNARITA SIDOTI, Video veröffentlicht am 18. Februar 2015 auf youtube.com (italienisch), abgerufen am 4. Juli 2020